# Gecharkoenik
Gecharkoenik (Armeens: Գեղարքունիք; [ɡɛʁɑɾkʰuˈnikʰ]ⓘ) is een van de provincies ("marz") van Armenië en ligt in het oosten van het land tegen de grens met Azerbeidzjan. Hoewel het veruit de grootste provincie van het land is, bestaat het grootste deel van de provincie uit het Sevanmeer, het grootste meer van de Kaukasus. Het meer is een van de grootste toeristische attracties van Armenië. Ook ligt er in de provincie de vulkaan Porak. De hoofdstad van Gecharkoenik is Gavar.
Onderdeel van de provincie is de Armeense exclave Artsvasjen, welke in Azerbeidzjan ligt. Het valt heden ten dage onder het bewind van dat land sinds de oorlog van Nagorno-Karabach.

## Demografie
Gecharkoenik telt ongeveer 230.700 inwoners in 2016, waarvan 68.400 in stedelijke nederzettingen en 162.300 in dorpen op het platteland. In 2012 woonden er ongeveer 235.600 inwoners, waarvan 71.300 in stedelijke gebieden en ongeveer 164.300 in dorpen op het platteland. In het jaar 2001 woonden er nog zo'n 237.700 inwoners. 
De meeste inwoners zijn Armeniërs (99.6 procent).
Het geboortecijfer bedraagt 13,1‰ in 2016. Het sterftecijfer bedraagt 8,3‰ in dezelfde periode. De natuurlijke bevolkingstoename bedraagt ongeveer +4,8‰. Toch daalt de bevolking vanwege emigratie.

## Aangrenzend
Gecharkoenik grenst aan de volgende andere marzer:
- Vajots Dzor - zuiden
- Ararat - zuidwesten
- Kotajk - noordwesten
- Tavoesj - noorden

## Galerij

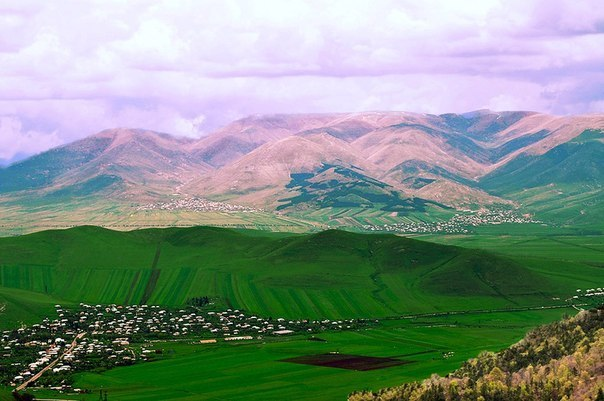
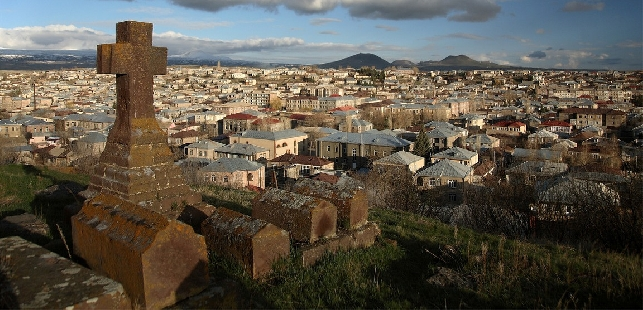
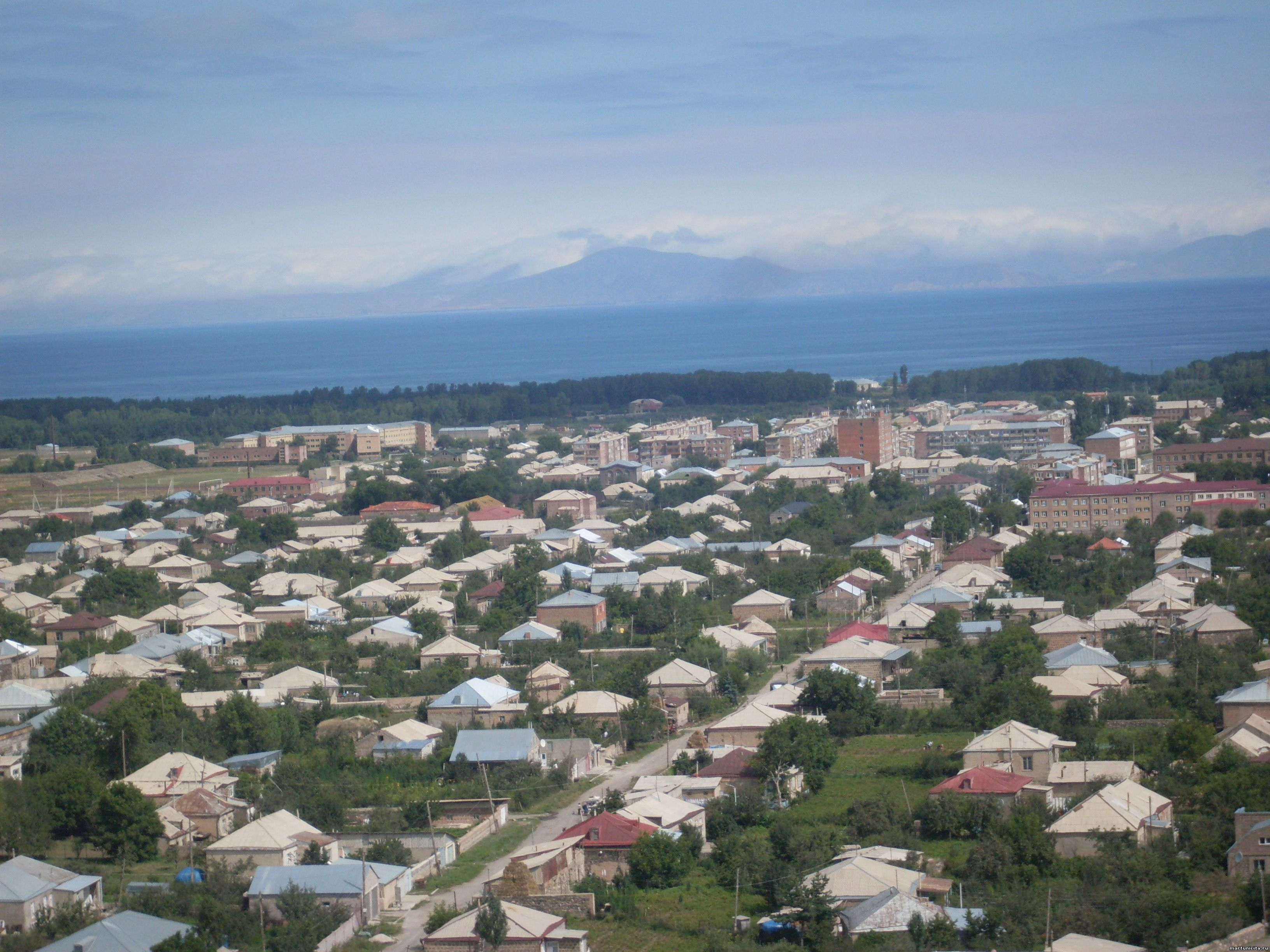
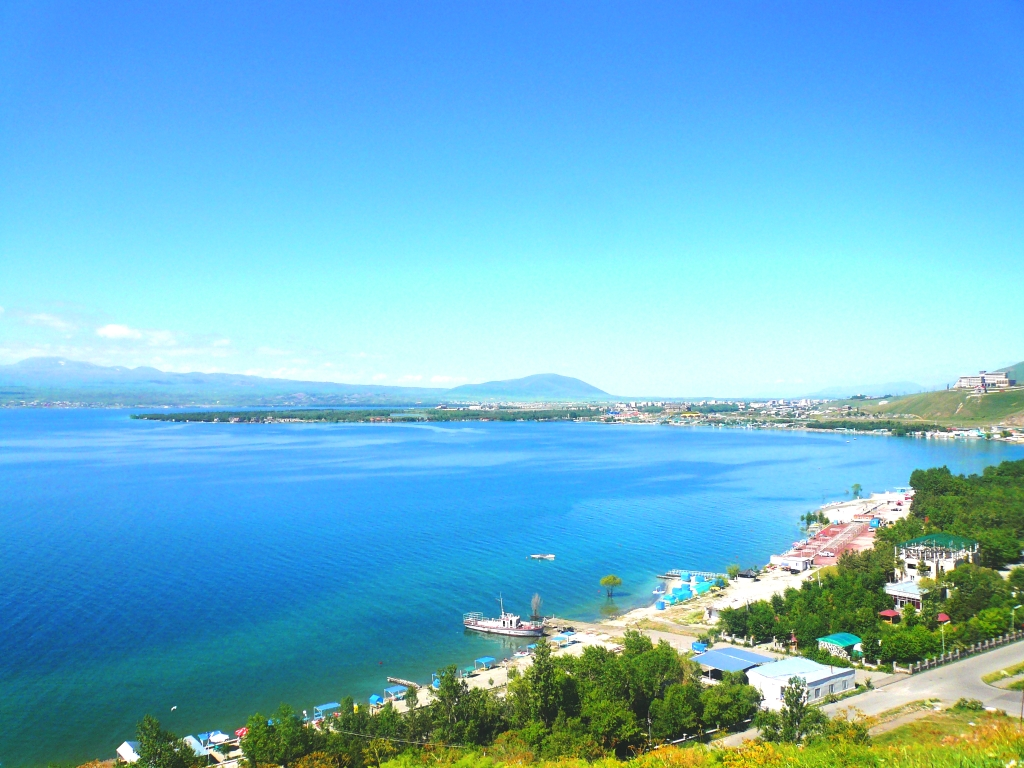
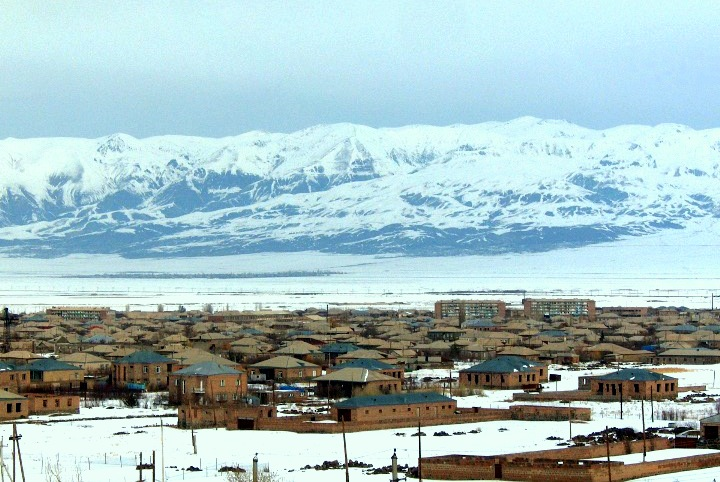